# Четвёртый дивизион чемпионата мира по хоккею с шайбой 2021
IV дивизион чемпионата мира 2021 года — международный хоккейный турнир, проводимый ИИХФ.
Турнир должен был пройти в Бишкеке, Кыргызстан, с 3 по 5 марта 2021 года.
18 ноября 2020 года турнир отменили из-за пандемии COVID-19.

## Участники
- Кыргызстан
- Кувейт
- Малайзия
- Филиппины
- Сингапур